# Офіційний перелік регіонально рідкісних рослин Києва
Офіційний перелік регіонально рідкісних рослин Києва — список, що містить перелік видів рослин, які не занесені до Червоної книги України, але є рідкісними або такими, що перебувають під загрозою зникнення на території Києва.

## Історія
Перший перелік видів рослин, які підлягають особливій охороні на території м. Києва було затверджено на VII сесії Київської міської ради народних депутатів XXIII скликання рішенням від 29 червня 2000 p. № 1219/940 «Про затвердження переліку видів рослин, які підлягають особливій охороні на території м. Києва». До першого списку входило 48 видів судинних рослин. На VIII сесії Київської міської ради IV скликання рішенням від 23 грудня 2004 року N 880/2290 «Про внесення змін та доповнень до рішення Київради від 29.06.00 № 219/940» перелік було доповнено ще 8 видами. Загальний перелік у редакції 2004 року містить 56 видів судинних рослин.

## Перелік
| № п/п | Українська назва виду          | Біномінальна назва                                      |
| ----- | ------------------------------ | ------------------------------------------------------- |
| 1     | Аїр звичайний болотяний        | Acorus calamus L.                                       |
| 2     | Анемона лісова                 | Anemone sylvestris L.                                   |
| 3     | Багатоніжка звичайна           | Polypodium vulgare L.                                   |
| 4     | Багаторядник Брауна            | Polystichum braunii (Spenn.) Fée                        |
| 5     | Багаторядник шипуватий         | Polystichum aculeatum (L.) Roth.                        |
| 6     | Бобівник трилистий             | Menyanthes trifoliata L.                                |
| 7     | Верблюдка острівна             | Corispermum insulare Klok.                              |
| 8     | Вишня степова                  | Cerasus fruticosa Pall.                                 |
| 9     | Вільха сіра                    | Alnus incana (L.) Moench                                |
| 10    | Вовчі ягоди звичайні           | Daphne mezereum L.                                      |
| 11    | Водяний жовтець                | Batrachium aquatile (L.) Dumorf.                        |
| 12    | Вужачка звичайна               | Ophioglossum vulgatum L.                                |
| 13    | Гвоздика несравжньорозчепірена | Dianthus pseudosquarossus (Novak) Klok.                 |
| 14    | Глечики жовті                  | Nuphar lutea L.                                         |
| 15    | Голокучник дубовий             | Gymnocarpium dryopteris (L.) Newm.                      |
| 16    | Горицвіт весняний              | Adonis vernalis L.                                      |
| 17    | Гронянка багатороздільна       | Botrychium multifidum (S.G.Gmel.) Rupr.                 |
| 18    | Гронянка віргінська            | Botrychium virginianum (L.) Sw.                         |
| 19    | Журавлина болотяна             | Oxycoccus palustris Pers.                               |
| 20    | Змієголовник Рюйша             | Dracocephalum ruyschiana L.                             |
| 21    | Їжача голівка зринувша         | Sparganium emersum Rehm.                                |
| 22    | Їжача голівка пряма            | Sparganium erectum L.                                   |
| 23    | Клопогін європейський          | Cimicifuga europaea Schipcz.                            |
| 24    | Конвалія травнева              | Convallaria majalis L.                                  |
| 25    | Косарики черепитчасті          | Gladiolus imbricatus L.                                 |
| 26    | Купальниця європейська         | Trollius europaeus L.                                   |
| 27    | Латаття біле                   | Nymphaea alba L.                                        |
| 28    | Латаття сніжно-біле            | Nymphaea candida J. Presl                               |
| 29    | Мучниця звичайна               | Arctostaphylos uva-ursi (L.) Spreng.                    |
| 30    | Образки болотяні               | Calla palustris L.                                      |
| 31    | Оман високий                   | Inula helenium L.                                       |
| 32    | Осока волотиста                | Carex paniculata L.                                     |
| 33    | Осока трясучковидна            | Carex brizoides L.                                      |
| 34    | Перстач білий                  | Potentilla alba L.                                      |
| 35    | Півники болотяні               | Iris pseudacorus L.                                     |
| 36    | Півники сибірські              | Iris sibirica L.                                        |
| 37    | Півники угорські               | Iris hungarica Waldst. et Kit.                          |
| 38    | Плаун булавовидний             | Lycopodium clavatum L.                                  |
| 39    | Проліска дволиста              | Scilla bifolia L.                                       |
| 40    | Пухівка багатоколоскова        | Eriophorum polystachyon L.                              |
| 41    | Рівноплідник рутвицелистий     | Isopyrum thalictroides L.                               |
| 42    | Росичка круглолиста            | Drosera rotundifolia L.                                 |
| 43    | Ряст порожнистий               | Corydalis cava (L.) Schweigg. et Koerte                 |
| 44    | Синюха голуба                  | Polemonium caeruleum L.                                 |
| 45    | Скорзонера пурпурова           | Scorzonera purpurea L.                                  |
| 46    | Сон широколистий               | Pulsatilla latifolia Rupr.                              |
| 47    | Стародуб широколистий          | Laserpitium latifolium L.                               |
| 48    | Страусове перо звичайне        | Matteuccia struthiopteris (L.) Tod.                     |
| 49    | Суховершки великоквіткові      | Prunella grandiflora (L.) Scholl.                       |
| 50    | Тирлич звичайний               | Gentiana pneumonanthe L.                                |
| 51    | Тирлич хрещатий                | Gentiana criciata L.                                    |
| 52    | Фіалка ставкова                | Viola stagnina Kit.                                     |
| 53    | Хвощ великий                   | Equisetum telmateia Ehrh.                               |
| 54    | Шоломниця висока               | Scutellaria altissima L.                                |
| 55    | Щитник австрійський            | Dryopteris austriaca (Jacq.) Woynar ex Schinz et Thell. |
| 56    | Ялівець звичайний              | Juniperus communis L.                                   |